# Rinaldo Del Bo
Rinaldo (Dino) Del Bo (ur. 19 listopada 1916 w Mediolanie, zm. 16 stycznia 1991 tamże) – włoski polityk, publicysta i prawnik, deputowany krajowy, w latach 1957–1960 minister, w latach 1963–1967 przewodniczący Wysokiej Władzy Europejskiej Wspólnoty Węgla i Stali.

## Życiorys
Studiował prawo na Katolickim Uniwersytecie Najświętszego Serca oraz politologię na Uniwersytecie w Pawii. Związany z Gruppo universitario fascista, w 1938 był zwycięzcą organizowanego przez nich konkursu kulturalnego Littoriali w Palermo. Współpracował z faszystowskimi czasopismami „Gerarchia” i „Dottrina fascista”, działał w kręgach zbliżonych do mistycyzmu początkowo bliskiego władzy, następnie od 1939 coraz jej dalszego. Od 1943 członek antyfaszystowskiego ruchu oporu w ramach katolickiej grupy Brigate Fiamme Verdi, redagował jej dziennik „Le Rebelle”; był krótko aresztowany. Po wojnie pracował jako wykładowca prawa na Università di Macerata i Uniwersytecie Rzymskim. Opublikował liczne książki o tematyce politycznej, historycznej, prawnej i filozoficznej, pierwsza z nich wyszła już w 1936.
Zaangażował się w działalność polityczną w ramach Chrześcijańskiej Demokracji, od lat 40. wchodził w skład jej władz lokalnych i krajowych. W latach 1948–1952 członek Izby Deputowanych I, II, III i IV kadencji. Zajmował stanowisko wiceministra pracy (lipiec 1951–lipiec 1952, sierpień 1953–styczeń 1954) i spraw zagranicznych (lipiec 1955–maj 1957), następnie ministra ds. kontaktów z parlamentem (od maja 1957 do lutego 1959) oraz handlu zagranicznego (od lutego 1959 do marca 1960). Był jednocześnie oddelegowany do Parlamentu Europejskiego. Od 22 października 1963 do 8 marca 1967 kierował Wysoką Władzą Europejskiej Wspólnoty Węgla i Stali. Jego kadencja została wydłużona w 1965, jako że państwa członkowskie nie mogły dojść do porozumienia co do jego następcy. Zrezygnował ze stanowiska z przyczyn zdrowotnych na krótko przed likwidacją tego gremium.

## Odznaczenia
Odznaczony Orderem Zasługi Republiki Federalnej Niemiec II klasy. W 1957 otrzymał nagrodę Premio Viareggio w kategorii powieść za książkę La volontà dello Stato (ex aequo z Marcello Venturolim i Danilo Dolcim).